# Console di Como
Console (V secolo – Como, 495 o 497) è stato il quinto vescovo di Como, successore di Felice, Provino, Amanzio e Abbondio.
È venerato come santo dalla Chiesa cattolica che lo ricorda il 2 luglio.

## Biografia
La tradizione tramanda fosse un orientale, come (probabilmente) il predecessore Abbondio.  Ciò che sembra suggerire che la successione sia avvenuta per cooptazione diretta, come già fu per Felice rispetto ad Ambrogio vescovo di Milano, per Provino rispetto a Felice e per Abbondio rispetto ad Amanzio.
Un secondo elemento ci viene suggerito da un passo di Paolo Giovio, ove si sostiene che anche il successore di Console, Euperanzio, fosse di origine orientale.  Ciò che sembra confermare come la base della comunità cristiana residente nella sede del municipium fosse costituita, in misura rilevante, su romani di ambito culturale ellenistico.  Circostanza comune a quanto noto rispetto alla prima predicazione di Felice, cent'anni prima.
Per la fine del V secolo, tuttavia, sul territorio della diocesi di Como, nella ricca pieve lacuale di Gravedona, si conosce la presenza di due eremite, famula Christi e, per la Valtellina, la presenza di un sacerdote di nome Mario, che lamentava la carenza di diaconi, piuttosto che di fedeli.  Ciò che sembra suggerire come Console abbia proseguito l'opera di evangelizzazione delle valli che si stendono dalla città sino alle Alpi, in linea con l'opera, in parte conosciuta, del suo grande predecessore.
Lì dove l'azione di Console differisce dai predecessori, è nell'essere lui il primo vescovo della diocesi a non aver edificato (od ingrandito) una chiesa in città.  Ciò che si spiega con il breve periodo di regno (489-495), nonché con la perigliosità dei tempi: sotto Console, e nell'ambito dei conflitti seguiti all'entrata in Italia di Teodorico ed alla caduta di Odoacre (sconfitto a Verona nel 489), Como venne devastata da Gundobado (re di una parte della Borgogna dal 473, insediato a Lione, poi sovrano di tutta la Borgogna dal 501 al 516).  Ciò che, certamente, lo avrà costretto a ben altre preoccupazioni.
Probabilmente a tali circostanze si deve l'estrema rarefazione del culto, perfino nella diocesi di Como, ove non si conoscono chiese dedicate, né dipinti conservati, né altro.
Venne sepolto nella basilica di Sant'Abbondio, sotto l'altare, ove le spoglie vennero rinvenute nel 1587, ma non se ne conosce la destinazione, come invece accade per altri vescovi santificati, anch'essi lì inumati.